# Arnold Amanieu van Albret
Arnold Amanieu van Albret (4 augustus 1338 - 1401) was van 1358 tot aan zijn dood heer van Albret. Hij behoorde tot het huis Albret.

## Levensloop
Arnold Amanieu was de oudste zoon van heer Bernard Ezi IV van Albret uit diens huwelijk met Mathe, dochter van graaf Bernard VI van Armagnac.
In 1358 volgde hij zijn vader op als heer van Albret. Aanvankelijk was hij een bondgenoot van koning Eduard III van Engeland en diens zoon Eduard van Woodstock, bijgenaamd de Zwarte Prins. In 1364 nam hij in de Engelse dienst deel aan de Slag bij Cocherel, tegen de Franse troepen onder leiding van Bertrand du Guesclin. Ook vocht hij mee in de burgeroorlog in Castilië.
In 1368 koos hij uit eigenbelang de zijde van de Fransen. Op 4 mei 1368 huwde Arnold Amanieu met Margaretha (1344-1416), dochter van hertog Peter I van Bourbon en zus van de Franse koningin Johanna van Bourbon. Hij ondersteunde Johanna's echtgenoot Karel V van Frankrijk bij de herovering van Aquitanië. Veel edelen waren immers ontevreden over het beleid van Eduard van Woodstock, vooral nadat die een belasting op haardstenen invoerde. Ze dienden voor het Parlement van Parijs allerlei klachten in over Eduard en overtuigden Karel V om de oorlog tegen de Zwarte Prins te heropenen. In de volgende jaren, tussen 1369 en 1375, nam Amanieu deel aan alle veldtochten van Karel V.
In 1382 vocht hij ook mee in de Slag bij Westrozebeke tegen de Vlaamse opstandelingen. Als beloning hiervoor werd hij benoemd tot grootkamerheer van Frankrijk. Negentien jaar later, in 1401, overleed Arnold Amanieu.

## Nakomelingen
Arnold Amanieu en Margaretha van Bourbon kregen drie kinderen:
- Karel I (1368-1415), heer van Albret en graaf van Dreux
- Lodewijk (overleden in 1408), heer van Vayres
- Margaretha (overleden in 1453), huwde rond 1410 met Gaston I van Foix-Grailly